# Pinel-Hauterive

Pinel-Hauterive este o comună în departamentul Lot-et-Garonne din sud-vestul Franței. În 2009 avea o populație de 526 de locuitori.

## Evoluția populației
| An        | 1975 | 1982 | 1990 | 1999 | 2006 | 2009 |
| --------- | ---- | ---- | ---- | ---- | ---- | ---- |
| Populație | 402  | 395  | 461  | 461  | 509  | 526  |